# Taipei Times
Taipei Times — остання збережена англомовна друкована газета Тайваню.

## Історія
Газета «Taipei Times», що видається Liberty Times Group, вийшла у світ 15 червня 1999 року. Taipei Times претендує на статус третьої англомовної газети, заснованої на Тайвані.
У колонці, присвяченій святкуванню п'ятої річниці газети, тодішній помічник редактора Taipei Times Лоуренс Ейтон писав, що більша частина початкового планування газети була укладена за кухлем пива «Carlsberg» у пабі з Ентоні Лоуренсом, першим головним редактором газети.
У 2002 році щоденний тираж становив 280 тис. примірників.
До 2017 року Taipei Times стане останньою щоденною друкованою газетою на Тайвані, після того, як конкуренти Taiwan News і China Post перейдуть тільки на цифрові формати.
Протягом багатьох років газета «Taipei Times» брала участь у кількох суперечках, включаючи суперечку з членом Палати представників Сполучених Штатів, просування ядерної зброї за часів тодішнього президента Республіки Китай Чень Шуйбяня та введення читачів в оману щодо походження листа до The Wall Street Journal.

## Редакційна позиція
Редакційна позиція видання схиляється до незалежності Тайваню, заперечує суверенітет Філіппін над островами Батанес і підтримує розвиток власного ядерного арсеналу Тайваню. Видання є учасником Project Syndicate.